# Torrevelilla (kommunhuvudort)
Torrevelilla är en kommunhuvudort i Spanien.   Den ligger i provinsen Provincia de Teruel och regionen Aragonien, i den östra delen av landet, 300 km öster om huvudstaden Madrid. Torrevelilla ligger 624 meter över havet och antalet invånare är 193.
Terrängen runt Torrevelilla är kuperad åt sydväst, men åt nordost är den platt. Runt Torrevelilla är det mycket glesbefolkat, med 3 invånare per kvadratkilometer. Närmaste större samhälle är Alcañiz, 16,5 km norr om Torrevelilla. 